# Conservatorio Giuseppe Nicolini
Il conservatorio Statale di Musica "Giuseppe Nicolini" di Piacenza è un conservatorio musicale di Piacenza con sede nell'antico monastero di Santa Franca.

## Storia
Nel 1839 nacque ufficialmente la Scuola di Musica di Piacenza ad opera della "Deputazione del Teatro Comunicativo", il futuro teatro Municipale. Furono individuati tredici professori dell'orchestra che, oltre a prestare servizio in teatro, dovevano «istruire gratuitamente e costantemente nel rispettivo istrumento due allievi che gli saranno dati dal Podestà Direttore del teatro.» La scuola di musica era nata per soddisfare l’esigenza di formare strumentisti per l’orchestra del teatro cittadino e si inseriva in un preciso contesto sociale avendo come finalità soprattutto il supporto agli allievi «poveri, od almeno di famiglie di strettissime fortune». La prima sede, a partire dal 1845, fu ricavata nei locali dell'ex convento di sant'Agostino; successivamente, nel 1865, l'istituto venne trasferito nell'antico monastero di clausura femminile sito nel quartiere di Santa Franca.
Nel dicembre del 1900 venne approvato il regolamento della Scuola di musica di Piacenza, che indicava come fine principale «agevolare l’insegnamento della musica a chiunque avendone le attitudini intenda percorrere la carriera musicale» (art. 1). L’inizio del secolo segnò quindi nuove finalità per l’istituto musicale piacentino, che mutò la denominazione in "Scuola Municipale di Musica" e nel 1933 fu trasformato in Liceo Musicale, venendo intitolato a Giuseppe Nicolini e pareggiato ai conservatori governativi. I direttori che si succedettero nel primo secolo di attività dell'istituzione furono Giuseppe Jona (1839-1856), Antonio Majocchi (1857-1900), Primo Bandini  (1900-1927), Corrado Fruttero (1927-1930)  e Giovanni Spezzaferri (1930-1954), che avviò l'iter per il pareggiamento. 
Nel maggio 1944, periodo nel quale la città di Piacenza subì quasi 100 incursioni aeree che causarono circa 300 vittime, il conservatorio fu bombardato, rimanendo quasi distrutto; dopo il conflitto fu ricostruito in stile neoclassico su progetto dell'architetto Pietro Berzolla. I lavori di ricostruzione si conclusero nel 1949, anno in cui le attività didattiche ripresero in aule rinnovate, mentre il salone dei Concerti fu dotato di un nuovo organo.
Nel 1977, con l'approvazione della legge 663, si concluse il percorso di statalizzazione e l'istituto divenne ufficialmente un conservatorio. Nel 2000, a seguito dell'approvazione della legge di riforma n. 508/99 e dei successivi decreti, il conservatorio Nicolini venne riconosciuto come Istituto superiore di studi musicali e inserito nel sistema dell'alta formazione artistica e musicale (AFAM), è "sede primaria di alta formazione, di specializzazione e di ricerca nel settore artistico e musicale" e svolge "correlate attività di produzione" (L. 508/99, art. 2, c. 4). In quanto tale il conservatorio acquisì autonomia statutaria potendo avviare, accanto ai percorsi di studio ordinamentali a esaurimento, i nuovi corsi triennali di primo livello e biennali di secondo livello, che consentono di acquisire diplomi accademici equiparati alle corrispondenti lauree triennale e magistrale. 
Il progressivo ampliamento del Conservatorio ha consentito al "Nicolini" di acquisire un ruolo importante nella formazione musicale di base, risultando al pari dei grandi conservatori posti intorno a Milano come Como, Brescia e Novara. Nell'istituzione ha operato una classe docente di primissimo ordine che ha annoverato, in passato, musicisti come il tenore Gianni Poggi, il direttore d'orchestra e musicologo Alberto Zedda, in seguito direttore artistico del teatro alla Scala di Milano, Marcello Abbado, Giuseppe Zanaboni, il violinista Fabio Biondi.

## Patrimonio
Il "Nicolini" è l'unica università interamente piacentina e può contare su un centinaio di docenti.
Tra le dotazioni di cui l'istituto dispone si annoverano tre organi, fra i quali quello del salone dei Concerti, costruito nel 1975 da Tamburini, è stato per lungo tempo il più grande organo a trasmissione meccanica esistente in Italia. Il conservatorio possiede inoltre due pianoforti Steinway gran coda, un pianoforte Blüthner  del 1960 e numerosi "mezza coda".
La biblioteca del conservatorio affianca la normale funzione scolastica alla conservazione di pregevoli fondi storici, spesso consultati da studiosi italiani e stranieri. Tra questi spicca il fondo del marchese Corrado Pavesi Negri, donato in occasione della sua morte, avvenuta nel 1920, che nella sua parte libraria ha costituito il nucleo iniziale della biblioteca; di particolare interesse è la raccolta fotografica appartenuta allo stesso Pavesi Negri, la quale comprende 171 fotografie di allievi del maestro di canto come Amedeo Bassi, Italo Cristalli, Nunzio Rapisardi. Un altro fondo importante è l’archivio degli editori di musica Giudici e Strada, pervenuto integro al liceo musicale a seguito del loro fallimento e dalla conseguente interruzione dell'attività; il materiale d’archivio, che comprende manoscritti autografi, tra gli altri, di Amilcare Ponchielli, Enrico Petrella e Lauro Rossi, era stato acquisito dalla Banca Cattolica di Parma, e nel 1928 fu donato alla biblioteca dell’allora liceo musicale di Piacenza. Nel 2022 è entrato a far parte del patrimonio della biblioteca un manoscritto autografo con abbozzi dell'opera Falstaff di Giuseppe Verdi, donato dalla famiglia di Angiolo Tarocchi, già docente del conservatorio e vicino ai discendenti del maestro.